# جوان ناثان
جوان ناثان (بالإنجليزية: Joan Nathan)‏ هي كاتِبة أمريكية، ولدت في 1943 في بروفيدنس في الولايات المتحدة.

## وصلات خارجية
- الموقع الرسمي